# Bernardo Silva
Bernardo Mota Veiga de Carvalho e Silva (født 10. august 1994 i Lissabon, Portugal), er en portugisisk fodboldspiller (midtbane/wing). Han spiller for Manchester City i England, som han har repræsenteret siden 2017. Og har vundet the treble i 2023

## Klubkarriere
På klubplan startede Silva sin karriere i sin fødeby Lissabon hos SL Benfica. Han var med til at vinde det portugisiske mesterskab og pokalturnering med klubben, før han i sommeren 2014 blev udlejet til franske AS Monaco. I januar 2015 skiftede han til klubben på en fast aftale, og var med til at vinde det franske mesterskab med klubben i 2017, hvor holdet også nåede semifinalen i Champions League.
I sommeren 2017 blev Silva solgt til Manchester City i England for en pris på ca. 50 millioner euro.

## Landshold
Silva har (pr. december 2022) spillet 77 kampe og scoret otte mål for Portugals landshold, som han debuterede for 31. marts 2015 i en venskabskamp mod Kap Verde. Han var en del af den portugisiske trup til VM 2018 i Rusland og VM 2022 i Qatar.